# Lithospermum cuzcoense
Lithospermum cuzcoense är en strävbladig växtart som beskrevs av Weigend, Nürk. Lithospermum cuzcoense ingår i släktet stenfrön, och familjen strävbladiga växter. Inga underarter finns listade i Catalogue of Life.